# Re’uwen Feldman
Reuven Feldman (ur. 29 grudnia 1899 w Krakowie, zm. 7 kwietnia 1990) – izraelski polityk, członek Knesetu z ramienia Mapam.

## Życiorys
Po ukończeniu jesziwy studiował w krakowskim Instytucie Handlu i Studiów Ekonomicznych i otrzymał certyfikat rabinacki. W 1920 dołączył do syjonistycznych organizacji Ha-Po'el ha-ca'ir i Ce'irej Cijon, został przewodniczącym krakowskiego oddziału Tarbutu. W 1933 wyjechał do Mandatu Palestyny w ramach piątej aliji i został tam prezesem Stowarzyszenia Imigrantów Krakowskich oraz sekretarzem generalnym Narodowego Komitetu Handlu Detalicznego. W 1951 został sekretarzem generalnym Stowarzyszenia Izraelskich Kupców. W 1951 wystartował i został wybrany do Knesetu z listy Mapam, w 1955 nie został wybrany na kolejną kadencję.